# Wilhelm Dame

Wilhelm Dame

Wilhelm Dame (* 21. Oktober 1895 in Flensburg; † 8. August 1966 in München) war ein deutscher Politiker (Nationalsozialistische Deutsche Arbeiterpartei) und SA-Führer.

## Leben
Dame war Schüler der Bildhauerklasse der Kunstgewerblichen Fachschule in Flensburg und von 1924 bis 1930 als Holzbildhauer in Süderbrarup tätig. Anschließend zog er nach München. 1931 wurde Dame hauptamtlicher SA-Führer und erreichte 1939 innerhalb der SA den Rang eines SA-Gruppenführers. Während des Zweiten Weltkrieges wurde er zum Bataillonskommandeur im Range eine Majors ernannt.
Dame trat am 31. März 1942 im Nachrückverfahren für den Abgeordneten Emil Behrendt in den nationalsozialistischen Reichstag ein, dem er bis zum Ende der NS-Herrschaft als Vertreter des Wahlkreises 1 (Ostpreußen) angehörte.
Nach dem Krieg geriet Dame in sowjetische Kriegsgefangenschaft. Er verschwieg seine Tätigkeit als SA-Führer und seinen Rang als Reichstagsabgeordneter zunächst, wurde aber schließlich durch einen Informanten im MVD-Lager 27 entlarvt.
Ab 1956 nahm er seine bildhauerische Tätigkeit wieder auf.